# Nicolas Minassian
Nicolas Minassian (Marselha, 28 de fevereiro de 1973) é um automobilista francês de ascendência armênia. Ele correu pela Fórmula 3000 de 1998 até 2000 sendo vice-campeão, e retornou em 2003 correndo apenas a primeira prova. Passou também pela CART em 2001 na equipe Ganassi, e tendo o brasileiro Bruno Junqueira (seu adversário e campeão da Fórmula 3000 em 2000) como companheiro de equipe, mas o fraco desempenho de Minassian durou apenas seis provas e não agradou o dono Chip Ganassi, que substituiu-o pelo norte-americano Memo Gidley a partir da prova de Portland. O melhor resultado do piloto francês na CART foi o 8º lugar em Long Beach.

## Equipes onde Minassian correu

### F-3000
- West Competition Team
- Kid Jensen Racing
- Super Nova Racing
- Brand Motorsport

### Champ Car
- Chip Ganassi Racing